# Bloc Català Treballista
El Bloc Català Treballista, fundat el gener de 1936, va ser un partit polític nacionalista moderat que aspirava a la llibertat nacional de Catalunya i a una nova ordenació econòmica i social. Liderat per Joan Escoda i Vives i Josep Capdevila i Ambrós, va tenir poca rellevància i desaparegué amb l'inici de la revolució aquell mateix any.